# Giovanni Battista Castaldo

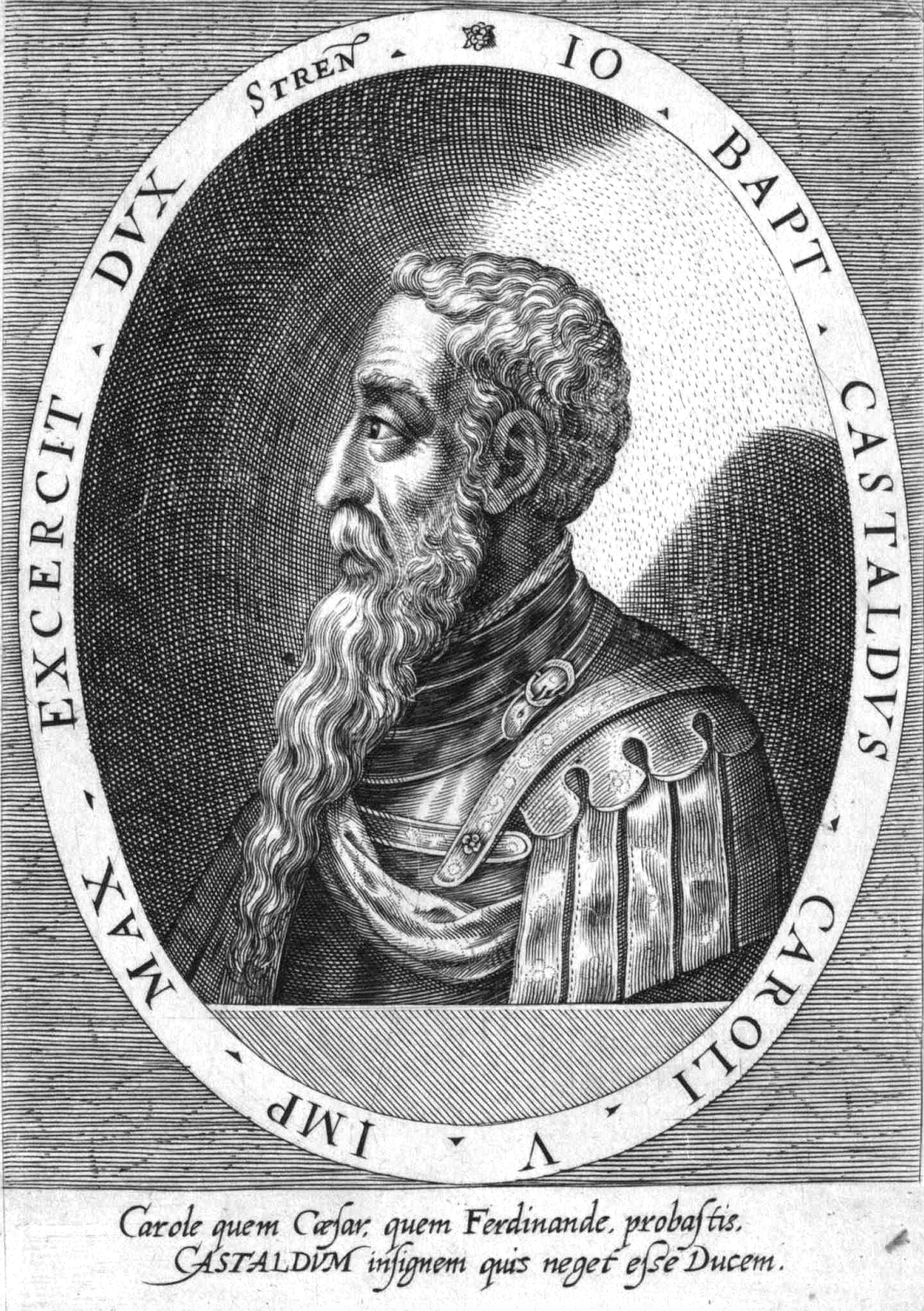
Giovanni Battista Castaldo

Giovanni Battista Castaldo sau Giambattista Castaldo (n. 1493, Nocera de' Pagani - d.  6 ianuarie 1563, Milano) a fost un condotier și general italian.
A fost un condotier faimos în serviciul lui Carol Quintul în diferite războaie purtate în Italia, precum și în alte țări străine (Austria, Ungaria, Luxemburg, Franța, Germania și Olanda etc.), a fost guvernator al orașului Velletri (1527), ambasador al Universității din Cava la Bologna (1532), general (1546).
Pentru faptele sale, a devenit primul Marchiz de Cassano (numit de împăratul Ferdinand I), primul Conte de Piadena (numit de Carlo Quintul în 1545), Senior de Binasco, Senior de Rezzana și Caldignaia, Senior de Sibiu (1552), Binanuova, și a primit și alte bunuri pe care le-a lăsat prin testament fiului și soției sale.

## Viața
S-a născut probabil în satul San Pietro din Nocera de' Pagani prin anul 1493, fiind fiul lui Carlo (aprox. 1455 - aprox. 1504, mort de ciumă), patrician din Nocera, om politic local, și al nocerinei Mariella Rinaldi (d. aprox. 1535).
În 1527 a luat parte la jefuirea Romei (Sacco di Roma) și, după tradiție, a dus la Nocera pictura Madona ducelui de Alba a lui Rafael Sanzio, care va fi păstrată în mănăstirea olivetană pe care o va fonda în 1530 (ca un omagiu adus ex voto).
Castaldo s-a aflat în serviciul militar al Sfântului Imperiu Roman. El a luptat în mai multe războaie duse de împăratul Carol al V-lea. În 1551, din ordinul lui Carol al V-lea, a plecat în Transilvania, luptând împotriva turcilor conduși de sultanul Soliman I. După ce trupele imperiale de sub comanda generalului Castaldo au pătruns în Transilvania, turcii au reacționat atacând Banatul.
Ca urmare a ordinului dat de împăratul Ferdinand I, Castaldo a organizat uciderea la 17 decembrie 1551 a cardinalului George Martinuzzi, arhiepiscop de Esztergom (Strigoniu) și guvernator al Transilvaniei. Ferdinand și-a asumat responsabilitatea pentru acest asasinat, iar papa Iuliu al III-lea i-a absolvit în 1555 pe toți participanții la uciderea cardinalului Martinuzzi.
A participat împreună cu alți nobili la guvernarea orașului Milano (1556) și a fost, mai târziu, căpitan general (1563).
Împreună cu fratele său, Giovan Matteo, a solicitat și a obținut în 1541 de la episcopul Paolo Giovio Cappella di Santa Maria a Monte aflată în cartierul Casolla al orașului Nocera.
A fost căsătorit cu nobila Mattea (sau Maria) Stampa, fiica lui Filippo (patrician milanez) și al Cassandrei Scotti, cu care l-a avut pe Ferdinand (sau Ferrante) (decedat înainte de anul 1569), al doilea Marchiz de Cassano etc.
A murit în cele din urmă la 6 ianuarie 1563 la Milano, fiind îngropat în Biserica San Vittore din Milano (capela San Gregorio). Ulterior, rămășițele sale pământești au fost transportate în mănăstirea olivetană Santa Maria del Monte din Nocera, pe care a fondat-o și a construit-o. Sculptorul Leone Leoni a realizat un bust de marmură care i-a imortalizat chipul. Monumentul funerar a fost mutat, împreună cu întreaga obște a mănăstirii, în noul sediu din cartierul Piedimonte al orașului Nocera, în mănăstirea San Bartolomeo.

## Imagini

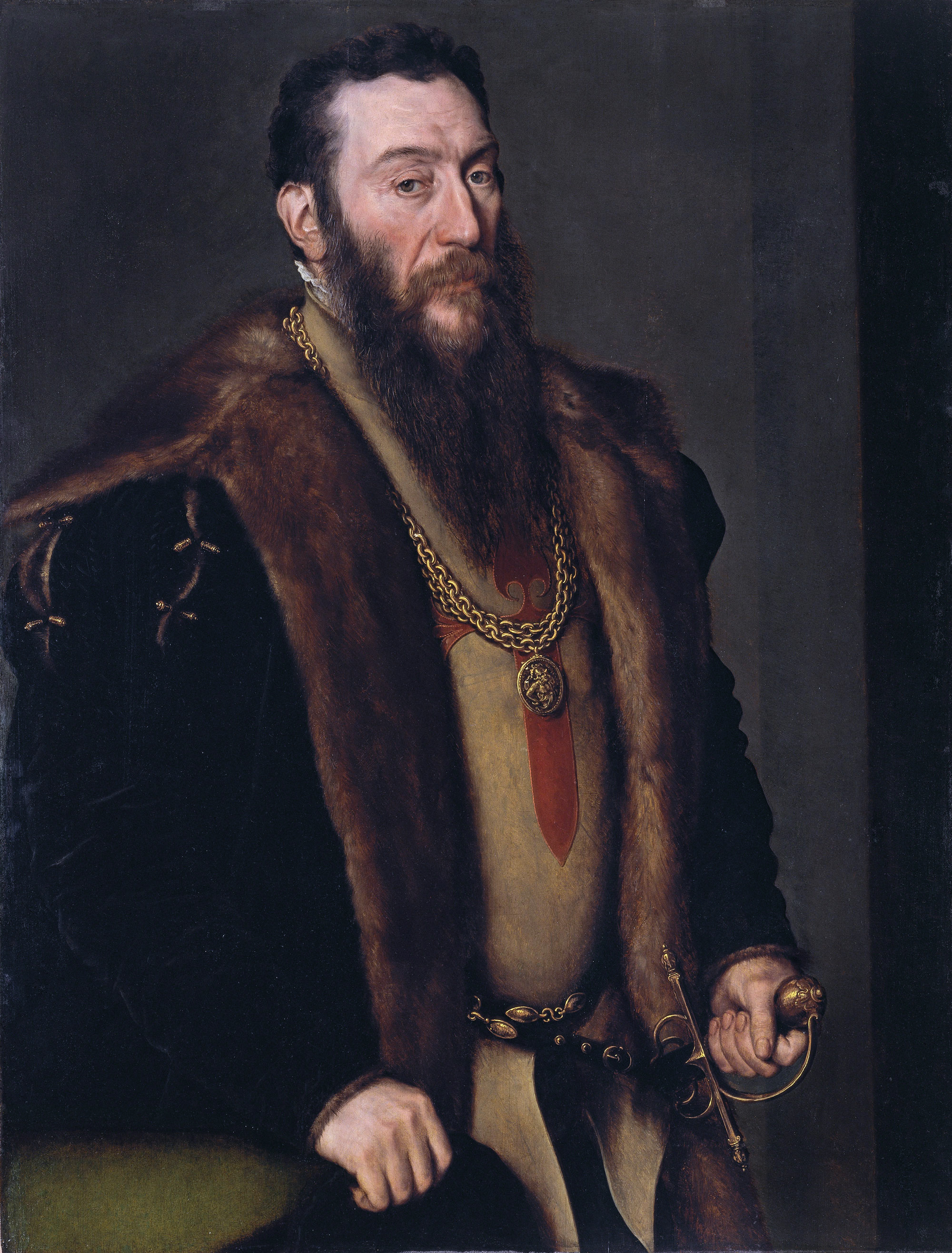
Portretul lui Castaldo, pictat de Antonio Moro
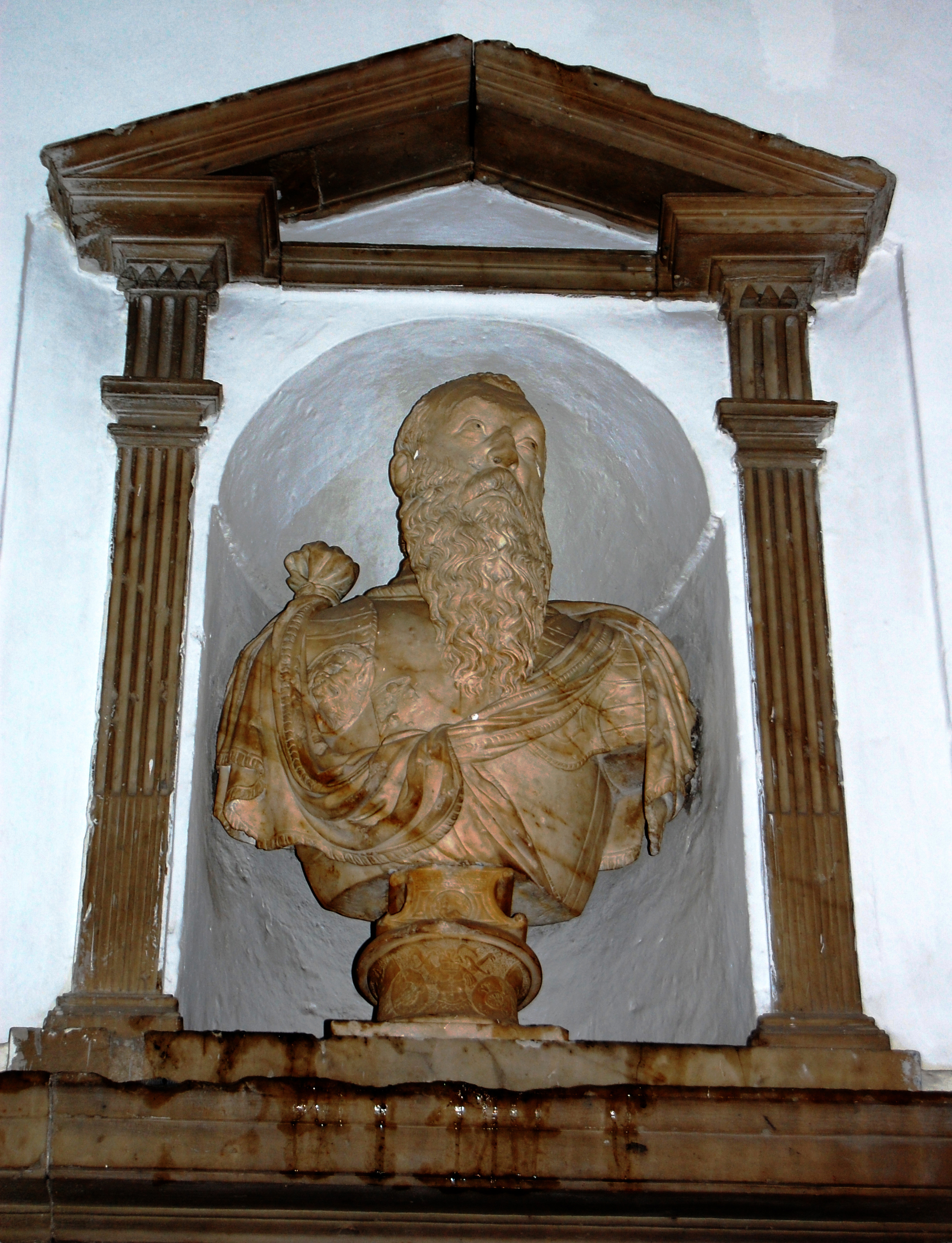
Bustul lui Castaldo, realizat de Leone Leoni

## Legături externe
- Unirea Transilvaniei, Moldovei și Țării Românești. O chestiune brevetată de...străini! Arhivat în 19 august 2014, la Wayback Machine.